# マグニチャーターズ
マグニチャーターズ（Magnicharters）は、メキシコシティを拠点とする航空会社。メキシコの主要都市と観光地を結ぶ路線を運航している。

## 概要
1995年、チャーター専門の航空会社として運航を開始した。2000年には定期便に参入したが、社名は変更しなかった。2014年、アメリカの航空運送事業許可を取得し、ラスベガス国際空港とオーランド国際空港に乗り入れた。機材はボーイング737を使用している。